# Secamone falcata
Secamone falcata är en oleanderväxtart som beskrevs av J. Klackenberg. Secamone falcata ingår i släktet Secamone och familjen oleanderväxter. Inga underarter finns listade i Catalogue of Life.